# Jenny-Lyn Anderson
Jenny-Lyn Anderson (* 13. August 1992 in Johannesburg, Südafrika) ist eine ehemalige australische Synchronschwimmerin, die an den Olympischen Sommerspielen 2012 in London teilnahm.

## Karriere

### Olympische Spiele
Jenny-Lyn Anderson gehörte im Jahr 2012 in London bei den Olympischen Sommerspielen 2012 zum australischen Aufgebot im Mannschaftswettkampf. Zusammen mit ihren Mannschaftskameradinnen Bianca Hammett, Sarah Bombell, Eloise Amberger, Olia Burtaev, Tamika Domrow, Tarren Otte, Frankie Owen und Samantha Reid absolvierte sie den olympischen Mannschaftswettkampf am 10. August 2012 im London Aquatics Centre und belegte den 8. Platz von acht teilnehmenden Mannschaften mit einer Gesamtwertung von 154,930 Punkten.